# Euphrasia schischkinii
Euphrasia schischkinii är en snyltrotsväxtart som beskrevs av Sergievsk.. Euphrasia schischkinii ingår i släktet ögontröster, och familjen snyltrotsväxter. Inga underarter finns listade i Catalogue of Life.